# Daniel Raiskin
Daniel Raiskin (Leningrad (actual Sant Petersburg, Rússia), nascut el 1970), és un director d'orquestra holandès.

## Biografia
Daniel Raiskin va créixer a Sant Petersburg com el fill del reconegut musicòleg Iosif Raiskin. Va començar a prendre classes de música als sis anys. Més tard va estudiar a Sant Petersburg. A més d'estudiar violí i viola, va començar la seva formació de director amb Lev Savich. Als 20 anys, va abandonar la Unió Soviètica per continuar els seus estudis a Amsterdam als Països Baixos i Friburg de Brisgòvia a Baden-Württemberg a Alemanya.
El setembre de 2005, Raiskin es va convertir en director en cap de l'orquestra estatal Rheinische Philharmonie (SRP) amb seu a Coblença, succeint a l'escocès James Lockhart. El 2008, Raiskin es va convertir en director en cap de la Filharmonia Łódzka (Filharmònica de Lodz Artur Rubinstein) a la ciutat polonesa de Łódź. El 2012, Raiskin va ampliar el seu contracte amb SRP, que va expirar el 31 de juliol de 2013, per altres tres anys. A partir de la temporada 2017/18, l'escocès Garry Walker es va convertir en el successor de Raiskin com a director en cap de l'SRP. Raiskin també és director convidat amb, entre d'altres, la Mozarteum Orchestra Salzburg, RTE Orchestra Dublin, Residentie Orkest Den Haag, Stuttgart Philharmonic, Hamburg Symphony i la Symfonický orchestra hlavního města Prahy FOK (Prague Symphony).
El violoncel·lista Julian Steckel (1982) va rebre el premi de música alemany ECHO Klassik 2012 en la categoria "Artista emergent (CELLO)" pel seu enregistrament "Cello Concertos – Korngold-Bloch-Goldschmidt" amb la Rhenish Philharmonic State Orchestra sota Daniel Raiskin. L'1 de gener de 2014, Raiskin va dirigir el Concert d'Any Nou de l'Orquestra Simfònica de Düsseldorf a la Tonhalle Düsseldorf. Des de 2017/18, Raiskin és director convidat principal de l'Orquestra Sinfónica de Tenerife i l'Orquestra Filharmònica de Belgrad (Sèrbia), així com soci artístic de l'Orquestra de Cambra de Cordes de St. Michael a Finlàndia. Des de l'agost de 2018, Daniel Raiskin és el director musical de la "Winnipeg Symphony Orchestra" a Winnipeg, Manitoba, Canadà.

## Discografia (selecció)
- 1998: Arthur Lourié - The 3 String Quartets, Duo per a violí i viola, Asv (violí)
- 2002: Bruch/Britten/Benjamin - Double Concertos, Benjamin Schmid, Daniel Raiskin, Berliner Symphoniker, Lior Shambadal, Ariola Arte Nova Classics
- 2002: Nikolai Korndorf - En honor a Alfred Schnittke, entre d'altres. amb Daniel Raiskin, Megadisc
- 2003: Ernest Bloch - Suite Hébraïque - Obres completes per a viola i piano - Daniel Raiskin, Lisa Smirnova, Arte Nova
- 2006: Ferdinand Ries - Piano Quartets Opp. 13 i 17, Mendelssohn Trio Berlin, Daniel Raiskin, CPO
- 2008: Weber & Hindemith - Música romàntica, entre d'altres. amb Daniel Raiskin, Live Classics
- 2008: Brahms Arr. Schönberg Piano Quartet, Brahms Arr. Berio Clarinet Sonata, Karl-Heinz Steffens, State Orchestra Rheinische Philharmonie, Daniel Raiskin, CPO
- 2010: Antonín Dvořák - Concert per a violoncel "Youth Concerto" - Waldesruhe - Rondo - Polonaise, Ramon Jaffé, Rheinische Philharmonie State Orchestra, Daniel Raiskin, CPO
- 2011: Julian Steckel: Concerts per a violoncel - Korngold-Bloch-Goldschmidt - Orquestra estatal Rheinische Philharmonie i Daniel Raiskin, CAvi-music
- 2011: Dmitri Xostakovitx, Simfonia núm. 4, Daniel Raiskin, Rheinische Philharmonie State Orchestra, Mainz Philharmonic State Orchestra, CAvi-music
- 2011: Johannes Brahms - The Symphonies - Daniel Raiskin i Rheinische Philharmonie State Orchestra, TwoPianists
- 2012: Benjamin Schmid - Goldmark Violin Converto, Brahms Double Concerto, entre d'altres. amb Daniel Raiskin, OehmsClassics
- 2014: Witold Lutoslawksi: Obres vocals
- 2014: Louis Glass - Simfonia núm. 3 - Vida total
- 2015: Gustav Mahler: Simfonia núm. 3
- 2017: Louis Glass - Simfonia núm. 5 - Fantasia op 47 - Marianna Shirinyan; Rheinische Philharmonie State Orchestra; Daniel Raiskin, cap
- 2017: Brillante - Janusz Wawrowski; Orquestra Filharmònica de Stuttgart; Daniel Raiskin, Warner Classics
- 2018: Aram Khachaturian: Concert per a piano en re bemoll major
- 2018: Dana Zemtsov, Orquestra Simfònica Nacional d'Estònia, Daniel Raiskin - Essentia, Channel Classics
- 2019: Aram Khachaturian, Torleif Thedéen, Rheinische Philharmonie State Orchestra, Daniel Raiskin - Concert per a violoncel; Concert Rhapsody, cpo
- 2019: Aram Khachaturian, Antje Weithaas, Rheinische Philharmonie State Orchestra, Daniel Raiskin - Concert per a violí / Concerto Rhapsody, cpo